# Saint-Elzéar-de-Témiscouata
Pour les articles homonymes, voir Saint-Elzéar.
Saint-Elzéar-de-Témiscouata est une municipalité canadienne d'environ 300 habitants faisant partie de la municipalité régionale de comté du Témiscouata située au Bas-Saint-Laurent dans l'est du Québec.

## Toponymie
L'endroit fut d'abord connu sous le nom de La Petite-Rivière-Bleue en 1896,. Ce nom était directement emprunté à la Petite rivière Bleue. Le nom de Saint-Elzéar fut d'abord utilisé par la paroisse érigée canoniquement en 1931 et il sera repris plus tard par la municipalité. Ce choix est en l'honneur de l'abbé Elzéar-Joseph Roy qui desservait la mission locale de 1907 à 1911. La municipalité était déjà communément appelée Saint-Elzéar-de-Témiscouata à cette époque. D'ailleurs, ce fut le nom utilisé par le bureau de poste dès son ouverture en 1932. Le nom actuel de la municipalité fut adopté officiellement le 19 janvier 2002.
Les habitants sont appelés Elzéascouatais et Elzéascouataises.

## Histoire
Les premiers habitants de l'endroit s'établissent vers 1885. La paroisse catholique de Saint-Elzéar est érigée canoniquement en 1931 en se détachant des territoires des paroisses de Saint-Louis-du-Ha! Ha! et de Saint-David-d'Escourt, aujourd'hui faisant de la municipalité de Pohénégamook,. Le bureau de poste est ouvert l'année suivante sous le nom de Saint-Elzéar-de-Témiscouata. La municipalité est créée officiellement en 1938 en reprenant le nom de la paroisse. Le 6 mai 1950, le village est victime d'un important incendie de forêt qui détruit une bonne partie des bâtiments incluant l'église et force le déplacement de la localité quelques kilomètres plus au nord,. Le 19 janvier 2002, la municipalité adopte officiellement le nom de Saint-Elzéar-de-Témiscouata. Saint-Elzéar-de-Témiscouata est l'une des localités organisatrices du Ve Congrès mondial acadien en 2014.

## Géographie
Saint-Elzéar-de-Témiscouata est situé sur le versant sud du fleuve Saint-Laurent à 250 km au nord-est de Québec et à 490 km au sud-est de Gaspé. Les villes importantes près de Saint-Elzéar-de-Témiscouata sont Témiscouata-sur-le-Lac à 20 km au nord-est, Rivière-du-Loup à 50 km au nord-ouest, La Pocatière à 115 km à l'ouest et Edmundston au Nouveau-Brunswick à 80 km au sud-ouest. La municipalité est située à l'intersection de la route reliant Saint-Louis-du-Ha! Ha! à Pohénégamook et la route reliant Saint-Honoré-de-Témiscouata au hameau de La Résurrection de Saint-Eusèbe. Le premier porte le nom de chemin Principal et le second de route de la Montagne à Saint-Elzéar-de-Témiscouata. Le centre du village comprend également deux autres rues formant un coin avec les deux routes : la rue de l'Église et la rue Morin.
Le territoire de la municipalité couvre une superficie de 151 km2,. Son paysage est composé principalement de champs d'agriculture et de forêts comprenant beaucoup d'érables. La rivière Bleue, la Petite rivière Bleue et le ruisseau Sec traverse le territoire de la municipalité,.

## Démographie
| 1951  | 1996 | 2001 | 2006 | 2011 | 2016 | 2021 |
| ----- | ---- | ---- | ---- | ---- | ---- | ---- |
| 1 207 | 374  | 324  | 334  | 343  | 321  | 311  |

Selon Statistique Canada, la population de Saint-Elzéar-de-Témiscouata était de 334 habitants en 2006. La municipalité a connu un taux de croissance démographique de 3,1 % en cinq ans. En effet, la population était de 324 habitants en 2001. En 1951, la population était de 1 207 habitants. La municipalité a perdu beaucoup d'habitants à cause de son éloignement des centres importants, de son manque d'attrait touristique et de ses terres peu fertiles. L'âge médian de la population est de 38,5 ans.
Le nombre total de logements privés dans la municipalité est de 149. Cependant, seulement 130 de ces logements sont habités par des résidents permanents. La majorité des logements de Saint-Elzéar-de-Témiscouata sont des maisons individuelles.
Selon Statistique Canada, 3 % de la population est issue de l'immigrant. Les immigrants de Saint-Elzéar-de-Témiscouata sont répartis à parts égales entre une arrivée au Canada avant 1991 et une arrivée entre 1991 et 2000 ; aucun n'est arrivé après 2000. 94 % de la population a le français comme langue maternelle ; le reste a l'anglais. 12 % de la population maitrise les deux langues officielles et tout le monde utilise le français à la maison et au travail. Selon Statistique Canada, 12 % de la population a une identité autochtone.
Le taux de chômage dans la municipalité était de 6,2 % en 2006. Le revenu médian des Elzéaréens était de 18 836 $ en 2005.
33 % de la population de 15 ans et plus de Saint-Elzéar-de-Témiscouata n'a aucun diplôme d'éducation. 58 % de cette population n'a que le diplôme d'études secondaires ou professionnelles. Dix personnes possèdent un diplôme de niveau universitaire à Saint-Elzéar-de-Témiscouata. Tous les diplômés ont effectué leurs études à l'intérieur du Canada. Le principal domaine d'études des Elzéascouatais est « le commerce, la gestion et l'administration publique ».

## Administration
Le conseil municipal de Saint-Elzéar-de-Témiscouata est composé d'un maire et de six conseillers qui sont élus en bloc tous les quatre ans sans division territoriale.
| Mandat      | Fonction    | Nom,                   |
| ----------- | ----------- | ---------------------- |
| 2017 - 2021 | Mairesse    | Carmen Massé           |
| 2017 - 2021 | Conseillers |                        |
| 2017 - 2021 | #1          | Guy Thibault           |
| 2017 - 2021 | #2          | Keven Ouellet Lévesque |
| 2017 - 2021 | #3          | Alain Morin            |
| 2017 - 2021 | #4          | Hélène Durette         |
| 2017 - 2021 | #5          | Katy Nadeau            |
| 2017 - 2021 | #6          | Mélissa Boucher Caron  |

| Saint-Elzéar-de-Témiscouata Maires depuis 2005                                                                        |                        |                 |          |
| Élection | Maire                  | Qualité         | Résultat |
| 2005 | Réjean Deschênes       |                 | Voir     |
| 2009 | Réjean Deschênes       | Voir            |          |
| 2013 | Carmen Massé           |                 | Voir     |
| 2017 | Carmen Massé           | Voir            |          |
| 2021 | Keven Ouellet Lévesque |                 | Voir     |
| janv. 2023 | Alain Morin            | Maire suppléant | Voir     |
| mars 2023 | Réjean Deschênes       |                 | Voir     |
| Élection partielle en italique Depuis 2005, les élections sont simultanées dans toutes les municipalités québécoises. |                        |                 |          |

De plus, Denise Dubé est la directrice-générale et la secrétaire-trésosière de la municipalité. Georges Morneau est le doyen actuel.

## Services
Saint-Elzéar-de-Témiscouata possède une école primaire nommée Les Parchemins qui est un établissement vert Brundtland. En fait, l'école est une fabrique de papier à partir de fibres recyclées où les élèves jouent un rôle important dans le processus. L'école comporte un parc d'amusement extérieur.
Le village comporte un centre des loisirs qui offre une programmation de terrain de jeux durant la saison estivale. Le centre est également responsable de l'aménagement d'un terrain de balle-molle l'été et d'une patinoire l'hiver. Un sentier pédestre nommé le « sentier de la butte du Bonhomme Blanchet » faisant partie de la route des Frontières a une longueur de 1 km et mène à un belvédère offrant un bon site pour la villégiature de la région.

### Cimetière
Le cimetière qui est situé au nord-ouest de la paroisse sur le Chemin Principal. La croix déployée dans le centre du cimetière a été érigée bénévolement par l'honorable Elzéar Morin décédé le 13 juillet 2020.